# Похе, Освальд
Юлиус Вильгельм Освальд Похе (нем. Julius Wilhelm Oswald Poche; 28 января 1908, Бранденбург-на-Хафеле, Королевство Пруссия, Германская империя — 22 сентября 1962, Данненберг, ФРГ) — оберштурмбаннфюрер СС, командир айнзацкоманды 2, входившей в состав айнзацгруппы A, начальник гестапо во Франкфурте-на-Майне.

## Биография
Освальд Похе родился 28 января 1908 года. 1 декабря 1930 года вступил в НСДАП (билет № 378342). 30 января 1939 года получил звание оберштурмбаннфюрера СС. С декабря 1939 года был инспектором полиции безопасности и СД в Штеттине в качестве преемника Генриха Зетцена и занимал этот пост до весны 1941 года, когда его сменил Отто Хельвиг.
В марте 1941 года был назначен руководителем гестапо во Франкфурте-на-Майне. На этой должности между 10 октября 1941 и 24 сентября 1942 года организовал отправку 10 000 евреев в концлагеря и лагеря смерти. Похе вместе с начальником II отделения франкфуртского гестапо Эрнстом Гроссе руководил всеми депортациями. В ноябре 1942 года франкфуртское гестапо приняло меры по депортации «защищённых» евреев, включая тех, кто жил в смешанном браке или ветеранов Первой мировой войны. Через систему агентов и пристальное наблюдение франкфуртское гестапо направляла «привилегированных» евреев за такие мелкие преступления как сокрытие «жёлтой звезды» в концлагеря, откуда они высылались на Восток, где были позднее убиты.
В сентябре 1943 года в качестве преемника Рейнхарда Бредера возглавил айнзацкоманду 2 в составе айнзацгруппы A. Его подразделение находилось в подчинении командира полиции безопасности и СД в Латвии. В начале 1944 года был тяжело ранен взрывом, устроенном партизанами в Порхове, после чего отправился в лечебный отпуск во Франкфурт к своей жене и сыновьям. 1 мая 1944 года стал командиром полиции безопасности и СД в норвежском городе Тромсё. В апреле 1945 года РСХА откомандировало его в Берлин, оттуда ему удалось пробиться на Запад и отправиться в Гамбург, где он получил фальшивые документы на имя шурина своей жены. 
После войны жил в ФРГ под фамилией Кох. Вместе с семьёй жил в Зальцведеле и работал коммивояжёром. Скончался в больнице в 1962 году в Данненберге.